# MILLAG - Fremtidsforsyningssystem
|  | Denne artikel er oprettet af botten PalnaBot ud fra en ekstern database. Den kan derfor have sproglige fejl eller mangler. Denne skabelon kan fjernes efter kontrol af indholdet. |

MILLAG - Fremtidsforsyningssystem er en film instrueret af Fridtjof Bornkessel.